# Scavi archeologici di San Casciano dei Bagni
Gli scavi archeologici di San Casciano dei Bagni hanno restituito i resti di un santuario termale e una necropoli di epoca etrusco-romana che facevano parte della zona meridionale dell'ager clusinum, territorio corrispondente al comune di San Casciano dei Bagni. Nel novembre 2022 sono state riportate alla luce ventiquattro statue in bronzo ben conservate. I reperti rinvenuti negli scavi archeologici del 2004 e del 2007 sono conservati nelle Stanze Cassianesi, un allestimento museale posto all'interno del palazzo comunale.

## Storia

### Le esplorazioni tra il XVI e il XX secolo
Le prime testimonianze relative al ritrovamento di beni archeologici a San Casciano dei Bagni risalgono al 1585, quando nella zona della sorgente idrotermale di Doccia della Testa fu rinvenuta una copia dell'Afrodite accovacciata e una dedica a Esculapio e Igea, al 2022 costudite nello stabilimento termale di Fonteverde. Nel XVIII secolo è attestata la presenza di un mosaico rinvenuto in epoca rinascimentale presso il Bagno Grande oltre a una dedica ad Apollo. Nello stesso periodo il rinvenimento di nuovi reperti consentì al medico Annibale Bastiani di costituire il Museo Cassianense.
Nuove ricerche furono effettuate nel XIX secolo riportarono alla luce numerosi reperti andati dispersi tra numerose collezioni private e museali. Nel 1925 Ranuccio Bianchi Bandinelli segnalò nella prima carta archeologica del territorio anche ritrovamenti di tombe etrusco-romane.

### Gli scavi del XXI secolo

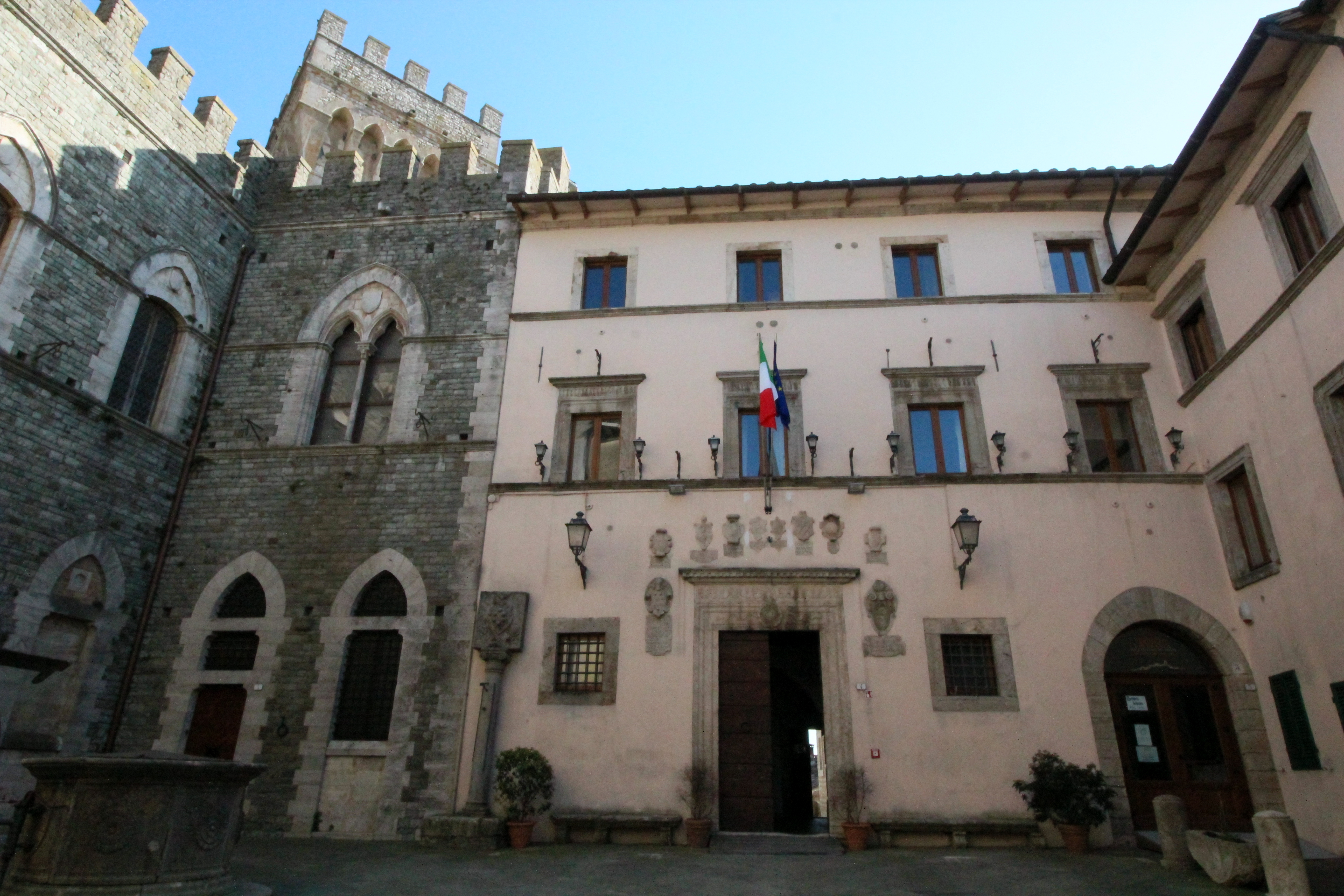
Il palazzo comunale, sulla destra l'ingresso delle Stanze Cassianesi

Il processo che condusse all'inizio dei lavori cominciò nel 2007 quando il comune promosse lo scavo intrapreso dalla Soprintendenza che rinvenne i resti della necropoli di Balena, attirando l'attenzione di esperti e studiosi. Nel 2018 fu quindi finanziata l'esplorazione geofisica del Bagno Grande e gli scavi archeologici iniziarono nel 2019 a cura di Jacopo Tabolli, professore dell'Università per stranieri di Siena, e di Emanuele Mariotti, archeologo per il Comune di San Casciano dei Bagni, direttore degli scavi stessi.
Nell'agosto 2020 avvenne il primo grande ritrovamento dell'altare dedicato ad Apollo, cui fecero seguito i rinvenimenti, fra il 2021 e il 2022, di una grande vasca, altari dedicati agli dei, un bassorilievo con l'immagine di un toro, oggetti votivi, un putto in bronzo di età ellenistica e riproduzioni in bronzo di una gamba, un orecchio, un pene e un utero, quest'ultimo, risalente alla fine della Repubblica e l'inizio dell'Impero romano, infine, migliaia di monete in oro, argento, oricalco e bronzo.
Nel novembre 2022, durante gli scavi al santuario etrusco-romano collegato alla vasca sacra del Bagno Grande, sono stati ritrovati numerosi reperti archeologici in ottimo stato di conservazione, fra i quali diversi attrezzi medici come bisturi e uno specillo, molteplici ex voto, migliaia di monete in oro, argento e bronzo e ventiquattro statue in bronzo raffiguranti Apollo, un giovane efebo, Igea e altre divinità, matrone, fanciulli o imperatori. In seguito al rinvenimento del 2022 il Ministero della cultura ha deliberato l'acquisto del palazzo dell'arcipretura per realizzare un museo dedicato..
Un anno dopo, a metà novembre 2023, ulteriori scavi in zona hanno permesso di ritrovare i frammenti di una statua marmorea di circa due metri raffigurante Apollo.
Il santuario fu attivo dal III secolo a.C. fino al V secolo d.C. poi venne abbandonato ma non distrutto, il che ha permesso l'ottima conservazione dei reperti ritrovati.

## Santuari

### Santuario del Bagno Grande
La presenza di un santuario nella zona del bagno grande risale all'epoca ellenistica. Negli anni 90 a.C. il territorio dell'ager clusinum subì una graduale romanizzazione portando alla rinascita dei santuari termali etruschi. Il santuario fu quindi ricostruito durante l'età augustea nella forma di un grande edificio a pianta quadrata costituito da un atrio tetrastilo e un propileo. Al centro si trovava una piscina circolare realizzata attorno alla sorgente termale.

### Stipe di Doccia della Testa
La stipe di Doccia della Testa è un deposito di oggetti votivi ritrovati nella sorgente idrotermale di Doccia della Testa. Il deposito è costituito da sessantasette oggetti metallici principalmente monete e statue votive, alcune delle quali presentano iscrizioni in lingua etrusca.

## Necropoli

### Necropoli di Balena
La necropoli di Balena si articola in sei tombe promiscue a dromos costituite da circa un centinaio di loculi contenenti pochi oggetti tra cui un balsamario piriforme e una bottiglia in ceramica verniciata di rosso che consentono di datare il sito tra il II e il I secolo a.C. I loculi erano chiusi da tegole su cui era iscritto il nome del defunto. Le iscrizioni riportate possono essere suddivise in tre diversi gruppi: quelle in lingua e alfabeto etruschi, in lingua etrusca e alfabeto latino e iscrizioni in lingua e alfabeto latini.